# Liste der Innenminister der Ukraine
Die Liste der Innenminister der Ukraine umfasst die Innenminister der Ukraine seit ihrer Unabhängigkeit 1991.
| Innenminister der Ukraine | Innenminister der Ukraine | Innenminister der Ukraine                                 | Innenminister der Ukraine | Innenminister der Ukraine |
| #                         | Bild                      | Name                                                      | Amtsantritt               | Amtsende                  |
| ------------------------- | ------------------------- | --------------------------------------------------------- | ------------------------- | ------------------------- |
| 1                         |                           | Andrij Wassylyschyn Андрій Володимирович Василишин        | 24. August 1991           | 21. Juli 1994             |
| 2                         |                           | Wolodymyr Radtschenko                                     | 28. Juli 1994             | 3. Juli 1995              |
| 3                         |                           | Jurij Krawtschenko                                        | 3. Juli 1995              | 26. März 2001             |
| 4                         |                           | Jurij Smyrnow Юрій Олександрович Смирнов                  | 26. März 2001             | 27. August 2003           |
| 5                         |                           | Mykola Bilokon                                            | 27. August 2003           | 3. Februar 2005           |
| 6                         |                           | Jurij Luzenko                                             | 4. Februar 2005           | 1. Dezember 2006          |
| 7                         |                           | Wassyl Zuschko                                            | 1. Dezember 2006          | September 2007            |
| 8                         |                           | Jurij Luzenko                                             | 18. Dezember 2007         | 28. Januar 2010           |
| -                         |                           | Mychailo Kljujew Михайло Михайлович Клюєв (kommissarisch) | 29. Januar 2010           | 11. März 2010             |
| 9                         |                           | Anatolij Mohiljow                                         | 11. März 2010             | 7. November 2011          |
| 10                        |                           | Witalij Sachartschenko                                    | 7. November 2011          | 21. Februar 2014          |
| 11                        |                           | Arsen Awakow                                              | 27. Februar 2014          | 13. Juli 2021             |
| 12                        |                           | Denys Monastyrskyj                                        | 16. Juli 2021             | 18. Januar 2023           |
| 13                        |                           | Ihor Klymenko                                             | 7. Februar 2023           | amtierend                 |